# Schwedtsee
Le Schwedtsee est un lac en Allemagne. Il appartient à la région des lacs de Fürstenberg (Neustrelitzer Kleinseenland (de)). C'est l'un des trois lacs qui encadrent la ville de Fürstenberg/Havel, dans le district d'Oberhavel dans le land de Brandebourg.

## Situation géographique et hydrographie
Il a une superficie d'environ 750 000 mètres carrés et une profondeur allant jusqu'à 3,50 mètres ; il s'étend sur 1,2 × 0,6 kilomètres. Le lac est traversé par la Havel sur sa bordure sud d'ouest en est depuis le lac Baalensee (de) vers le lac Stolpsee (de).

## Histoire
Le lac est mentionné pour la première fois dans un document en 1299 (stagnum Zwett). Avec 38 autres lacs nommés, il faisait partie des biens du monastère de Himmelpfort. Le monastère avait un droit d'usage exclusif du lac.
Le nom est dérivé d'une forme de base ancienne polabienne *Svět à *svět = lumière ; la forme de base apparaît plus souvent dans les noms aquatiques slaves. Dans le registre des successions de la Seigneurie de Badingen et Himmelpfort en 1574, il s'appelle Schwedt, et en 1667 der See Schweet. En 1719, on l'appelait Schwed See et vers 1800, on trouve l'orthographe Schwedt . La partie nord du lac appartenait à la commune de Ravensbrück jusqu'en 1950.
Le mémorial de Ravensbrück borde la rive nord-est du lac. Comme les cendres du crématorium du camp de concentration de Ravensbrück ont été déversées dans le lac, celui-ci est considéré comme « le plus grand charnier du camp de Ravensbrück ».

## Utilisation
Le Schwedtsee (SwS) au km OHW 59,9 fait partie de la voie navigable fédérale (Bundeswasserstraße (de) Bundeswasserstraße (de) (OHW) de classe I, longue de 97 kilomètres ; l'Office des voies navigables et de la navigation de l'Oder-Havel (Wasserstraßen- und Schifffahrtsamt Oder-Havel (de)) est chargé de sa gestion.